# Biéroduc
Un biéroduc est un conduit de type pipeline destiné à acheminer de la bière. Ceux-ci peuvent être permanents ou temporaires et demeurent relativement rares. Les exemples les plus connus de biéroducs sont situés en Allemagne et en Belgique.

## Construction
Les tuyaux peuvent être constitués de polyéthylène.

## Avantages et inconvénients
À Bruges et en Allemagne, l'installation d'un biéroduc permet la baisse ou la suppression du transport de la bière par camions. En plus des économies financières et écologiques, il est avancé que ce dispositif permet de ne plus endommager les routes pavées du centre-ville de Bruges ou les terrains des concerts en Allemagne et de faciliter la mobilité à Bruges,,.
Le coût est élevé : un million d'euros pour le biéroduc situé en Allemagne et 4 millions d'euros pour celui de Bruges.

## Biéroducs notables
Il existe un biéroduc à Bruges, construit en 2016, qui achemine sur une distance de 3 km la bière de la brasserie De Halve Maan, située dans le centre-ville, à l'usine d'embouteillage située en zone industrielle,. Un second est construit en 2017 en Allemagne, pour acheminer de la bière au festival Wacken Open Air dans un tuyau de 35 cm de diamètre sur 7 km qui doit transporter 400 000 litres de bière, soit un débit de 6 bières à la seconde lors de l'événement,. Des biéroducs temporaires existent également, comme l'un d'entre eux au Hellfest de 2015 en France. Le stade de Gelsenkirchen en Allemagne, la Veltins-Arena, possède un pipeline de 5 km qui alimente 32 kiosques en bière.
Une légende urbaine affirme que le physicien Niels Bohr aurait bénéficié d'un biéroduc avec alimentation illimitée dans sa résidence, construite pour le fondateur de la brasserie Carlsberg et mise à disposition de Bohr en récompense pour ses contributions à la science. Suffisamment populaire pour avoir été diffusée sérieusement par des publications telles que Forbes et The Guardian,, l'histoire est fausse, bien que Bohr ait effectivement bénéficié d'un approvisionnement gratuit en bière par Carlsberg pendant les trente ans qu'il a habité la résidence.